# Eintracht Duisburg 1848 e.V.
Eintracht Duisburg 1848 e.V. é uma agremiação alemã, fundada em 1848, sediada em Duisburg, na Renânia do Norte-Vestfália. É uma das associações esportivas mais antigas do país.

## História
A trajetória da sociedade inclui a fusão de um grande número de clubes anteriores, o mais importante deles, o Duisburger Turngemeinde für Erwachsene von 1848, predecessor do Spielverein Duisburger, e TuS Duisburg 48/99. Ambos se fundiram para criar o atual a 24 de julho de 1964.

### Duisburger Spielverein

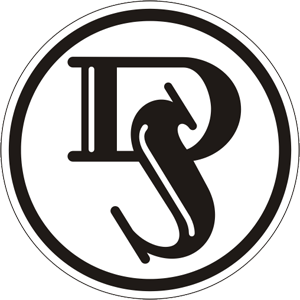
Duisburger SV

Duisburger SV foi um dos times de maior sucesso do futebol no início da parte ocidental da Alemanha. A equipe foi formada a partir de Duisburger TFE, a 22 de março de 1900, por iniciativa de Gottfried Hinz, que mais tarde viria a se tornar presidente da Associação Alemã de Futebol (Deutscher Fussball Bund). Entre 1900 e 1913, o SV fez aparições regulares nos play-offs nacionais, duas vezes avançando às semifinais, e contestando a final, em 1913, contra o VfB Leipzig, para o qual perdeu por 1 a 3. O clube jogou como um time forte no final dos anos 1920 ganhando um total de dez campeonatos da Alemanha Ocidental entre 1904 e 1927. Após esse período o clube desapareceu de destaque. Ele não voltaria a aparecer no nível superior até mesmo depois da Segunda Guerra Mundial, quando avançou à Oberliga West, em 1949. O melhor resultado do clube foi um segundo lugar, em 1957 e, exceto por um curto período de 1951 a 1954, o DSV jogou futebol da primeira divisão até 1962. o último lugar ao fim da temporada não garantiu um lugar entre os dezesseis times que formaram a Bundesliga, a nova liga do futebol alemão, no ano seguinte. O time passou a integrar a Regionalliga West (II).

### TuS Duisburg 48/99

TuS Duisburg

As origens do TuS Duisburg 48/99 se voltam para a fundação em 1899 da Duisburger Fussball Klub. Em 1903, esse clube se fundiu com o SV Viktoria 1893 para formar o Duisburger SV Viktoria 1899. Eles se juntaram, em 1921, com o Turn-Borussia Duisburg tornando-se assim TuS.
O mais antigo dos predecessores do Eintracht, o Duisburger TSV 1848, deu origem a dois clubes separados, em 1923. As ginastas formaram o Duisburger TV 1848 e os atletas do futebol formaram o Duisburger TSV 1899. O time de futebol jogou duas temporadas na Gauliga Niederrhein, uma das dezesseis máximas divisões formadas, em 1933, a partir da reorganização do futebol alemão sob o Terceiro Reich, antes de ser rebaixado.
O TuS 48/99, em seguida, fez a sua aparição na própria Gauliga ao ganhar um segundo lugar na temporada de 1936-1937, apenas um único ponto atrás do campeão Fortuna Düsseldorf. Na temporada seguinte, TSV e TuS foram orientados pelas autoridades desportistas nazistas para para jogarem como TuS Duisburg 48/99. A equipe lutou várias vezes contra o rebaixamento, até que conseguiu outra segunda colocação em 1942.
A Segunda Guerra Mundial teve um impacto significativo sobre o futebol alemão muitas vezes levando à incorporação de equipes enfraquecidas pelo conflito. Em 1943, o KSG SpV/48/99 Duisburg foi criado a partir de TuS 48/99 e SPV Duisburger. Este clube conquistou o título da divisão antes de ser eliminado na segunda rodada dos play-offs nacionais pelo FC Schalke 04. No ano seguinte, a Gauliga Niederrhein desmoronou a partir do momento em que os exércitos aliados avançaram à Alemanha.
DSV e TuS reemergiram como times separados após a guerra. O TuS desapareceu após uma relativa obscuridade em nível local, enquanto o DSV passou a jogar na primeira divisão, a Oberliga West, fazendo uma curta dupla aparência no início dos anos 1950, antes de se estabelecer na elite em meados da década. O clube conquistou novamente um segundo lugar, em 1957, ao declinar diante do Borússia Dortmund.

### Fusão
Após chegar na última colocação, em 1962 e não ser relacionado à lista de clubes que formariam a Bundesliga, no ano seguinte, o DSV se juntou ao TuS 48/99 para formar o Eintracht Duisburg na temporada seguinte, em uma tentativa fracassada de reviver a sorte pretérita de ambos. No final dos anos 1970, o time já estava na Landesliga Niederrhein (IV) e, na virada do milênio estava labutando na Kreisliga Duisburg (VIII).

## Títulos

### Duisburger SV
- Vice-campeão alemão: 1913;
- Campeão alemão do Oeste: 1904, 1905, 1908, 1910, 1911, 1913, 1914, 1921, 1924, 1925, 1927;

## Literatura
- Werner Raupp: Toni Turek – „Fußballgott“. Eine Biographie. Hildesheim: Arete Verlag 2019 (ISBN 978-3-96423-008-9), S. 15–52.